# دوپیلوماب
دوپیلوماب (انگلیسی: Dupilumab، که با نام تجاری Dupixent فروخته می‌شود، نوعی آنتی‌بادی مونوکلونال است که برای درمان بیماری‌های آلرژیک همچون اگزما (درماتیت آتوپیک) معرفی شده است.
اثربخشی این دارو در درمان آسم مقاوم در نوجوانان و بزرگسالان نیز در حال بررسی است.

## مکانیسم اثر
دوپیلوماب به زیرواحد آلفای اینترلوکین 4 متصل شده و آن را تبدیل به یک گیرنده آنتاگونیست می‌نماید.

## عوارض جانبی
- واکنش های آلرژیک
- التهاب قرنیه

## هزینه
هزینه مصرف این دارو معادل 37000 یورو در سال برآورد شده است(سال 2017).